# Sulfuro de calcio
El sulfuro de calcio es el compuesto químico con la fórmula CaS. Este material blanco cristaliza en cubos como la sal de roca. El CaS se ha estudiado como un componente que recicla el yeso, un producto de desulfuración de gases de combustión. Al igual que muchas sales que contienen iones de sulfuro, CaS tiene típicamente un olor de H2S, que resulta de la pequeña cantidad de este gas formado por hidrólisis de la sal.  
En cuanto a su estructura atómica, el CaS cristaliza del mismo modo que el cloruro de sodio, lo que indica que la unión en este material es altamente iónica. El alto punto de fusión también es consistente con su descripción como un sólido iónico. En el cristal, cada ion de S2− está rodeado por un octaedro de seis iones de Ca2+, y complementariamente, cada ion de Ca2+ rodeado por seis iones de S2−.

## Reacciones y usos
El sulfuro de calcio se descompone al contacto con el agua, incluyendo la humedad del aire, dando una mezcla de {\displaystyle \mathrm {Ca(SH)_{2}} }, {\displaystyle \mathrm {Ca(OH)_{2}} }, {\displaystyle \mathrm {Ca(SH)(OH)} }. 
{\displaystyle \mathrm {CaS+\ H_{2}O\longrightarrow \ Ca(SH)(OH)} }
{\displaystyle \mathrm {CaS(SH)(OH)+\ H_{2}O\longrightarrow \ Ca(OH)_{2}+\ H_{2}S)} }
La leche de cal, {\displaystyle \mathrm {Ca(OH)_{2}} }, reacciona con azufre elemental para dar una "cal de azufre", que ha sido utilizado como un insecticida. El ingrediente activo es probablemente de polisulfuro de calcio, no de CaS.
Reacciona con ácidos para liberar gases tóxicos como el sulfuro de hidrógeno o ácido clorhídrico.   
{\displaystyle \mathrm {CaS+\ 2HCl\longrightarrow \ CaCl_{2}+\ H_{2}S} }

### Formación de la sal binaria
{\displaystyle \mathrm {CaOH_{2}+\ H_{2}S\longrightarrow \ CaS+\ 2H_{2}O} }

## Presencia natural
La oldhamita es el nombre para la forma mineralógica del CaS. Es un componente poco frecuente de algunos meteoritos y tiene importancia científica en la investigación nebulosa solar. La quema de vertederos de carbón también puede producir el compuesto.  